# Kenny Lübcke
Kenny Lübcke, född 20 juni 1966 i Köpenhamn, är en dansk sångare. Han är mest känd för att ha representerat Danmark i Eurovision Song Contest 1992 tillsammans med Lotte Feder. Där framförde de låten Alt det som ingen ser, som hamnade på en tolfte plats med 47 poäng.
Lübcke deltog i Dansk Melodi Grand Prix 2001 med låten Drømmer om dig. Han har även medverkat som körsångare i ytterligare tre danska bidrag i Eurovision Song Contest: 1999, 2002 och 2005. Han har även sjungit för ett antal hårdrocksband: Royal Hunt, Narita, Cornerstone och Stamina.